# Анисимов, Василий Анисимович
Васи́лий Они́симович Афана́сьев (псевдоним Васи́лий Ани́симович Ани́симов) (1878, Апанасово-Темяши, Тетюшский уезд, Казанская губерния — 25 апреля 1938, Коммунарка, Московская область) — русский революционер и пропагандист марксизма, деятель российского и международного социалистического движения. Член РСДРП, меньшевик. C 1925 заместитель начальника экономического управления ВСНХ РСФСР, управляющий трестом «Экспортлес».
Родной младший брат советского педагога П. О. Афанасьева, дед писателя Владимира Амлинского и двоюродный дед композитора и учёного-физика Владимира Анисимова.

## Биография

### Молодость и революционная деятельность
Василий Анисимович Анисимов (псевдоним, настоящее имя при рождении Василий Онисимович Афанасьев) родился младшим ребёнком в семье протоиерея Отца Онисима (в миру Онисим Афанасьев) в 1878 году в селении Апанасово-Темяши Тетюшского уезда Казанской губернии (ныне Чувашская Республика), в которую ещё в начале 1870-х годах на службу настоятелем местной церкви был направлен его отец, выпускник Санкт-Петербургской духовной семинарии в Александро-Невской Лавре.
После окончания Симбирской чувашской школы в 1894 году несмотря на настояния отца продолжить образование в Симбирской духовной семинарии, старшие дети (Николай и Пётр) которого учились в этой духовной семинарии, В. А. Анисимов поступил в Казанскую учительскую семинарию и в 1898 году успешно выдержал экзамен на звание учителя, после чего в 1905 окончил Казанский учительский институт.
В годы учёбы в Казанском учительском институте, примерно с середины 1902 года, он принимает программу и примыкает к социал-демократическому движению широко развернувшемуся в Саратовской и Казанской губерниях. Являясь учителем Кузнецкого горного училища он выдвигается выборщиком по Кузнецкому уезду и 06 февраля 1907 становится членом II-ой Государственной Думы от Саратовской губернии.
В. А. Анисимов всегда тяготел именно к демократическому началу социал-демократического движения и в результате являясь членом комитета в Социал-демократической фракции примкнул к меньшевикам. Активно работал членом продовольственной комиссии и комиссии по народному образованию. В 1907 году его избрали Делегатом 5-го съезда РСДРП, который был проведён в период с 30 апреля по 19 мая 1907 года в Лондоне.
Наряду с парламентской деятельностью В. А. Анисимов вёл нелегальную агитационную работу. В апреле 1907 года при Саратовском губернском жандармском управлении велось дознание о распространении в Кузнецком уезде нелегального письма В. А. Анисимова (дело было прекращено 11 июня 1909 года решением Саратовского губернского совещания за недостаточностью улик).
После роспуска II-й Государственной Думы решением Особого присутствия Правительствующего Сената от 01 декабря 1907 года В. А. Анисимов стал одним из 16-ти депутатов от Социал-демократов, выдачи которых требовало правительство накануне роспуска Думы, и был приговорён по делу Социал-демократической фракции II-й Государственной Думы к 5-и годам каторжных работ с последующей пожизненной ссылкой.
Отбывал срок в Санкт-Петербургской пересыльной тюрьме, затем в Александровской центральной каторжной тюрьме в Иркутской губернии. Не прерывал связей с РСДРП, периодически через Н. К. Крупскую посылал письма В. И. Ленину, находившемуся в ту пору в эмиграции.
По болезни был досрочно выпущен из Александровской центральной каторжной тюрьмы и с 1912 года его переводят на поселение в село Усолье, под Иркутском. Там он женился на девушке по имени Циня родом из Иркутска, которая активно поддерживала идеи социал-демократии. У них рождается дочь Марина, которая впоследствии выйдя замуж за биолога И. Е. Амлинского, становится матерью будущего Советского московского писателя В. И. Амлинского.
Далее В. Анисимов принимает участие в сибирской легальной Социал-демократической прессе. В 1916 году в Чите его избирают секретарем Забайкальского товарищества кооперативов, находившегося под влиянием социал-демократических идей.

### Общественная деятельность
После Февральской буржуазной революции 1917 года в марте 1917-го он возвращается из Сибири в Петроград и примыкает к тогдашнему оборонческому большинству Советов. Участвует в работе I-го Всероссийского съезда Советов рабочих и солдатских депутатов, становится членом бюро Петроградского исполкома и первого ВЦИКа, а также одним из товарищей (по-современному заместителем) председателя Петроградского совета с мая 1917 года вплоть до отставки меньшевистско-эсеровского президиума в начале сентября того же года.
Также В. Анисимов активно работает и во Временном совете Российской республики (Предпарламенте). Там он примыкает к «левым» во главе с Л. Б. Каменевым, которые искали возможности мирного развития революции. Однако, как известно, в результате победило крыло «правых» во главе с Л. Д. Троцким и В. И. Лениным.
После этого В. Анисимов возвращается в Сибирь. Весь период гражданской войны он проводит в Сибири. В 1918—1919 годах принимает участие в иркутской газете «Дело», боровшейся с пролетарской диктатурой. В 1921 году Анисимов становится членом Учредительного собрания Дальневосточной республики, одним из немногих представителей социал-демократических меньшевиков в коалиционном коммунистически-социалистическом правительстве последней.
C 1918 по 1924 год работал в Сибири сотрудником газеты «Наше дело», затем министром промышленности буферной Дальневосточной республики.

В 1923—1924 годах В. А. Анисимов был выдвинут на пост председателя правления государственного треста «Дальлес» во Владивостоке.
В 1925 годах выходит из состава РСДРП, становится беспартийным и переезжает в Москву. Там он живёт со своей семьёй в доме политкаторжан, ему выделяют дачу в размере 50 соток в подмосковном посёлке Тарасовка, случайно она оказалась поблизости с такой же дачей его родного брата П. О. Афанасьева, о прямом родстве которых мало кто знал в ту пору.
В Москве становится заместителем начальника экономического управления ВСНХ (Высший совет народного хозяйства) РСФСР и одновременно управляющим трестом «Экспортлес».
Арестован в ночь с 7 на 8 декабря 1937 года. 25 апреля 1938 года решением Военной Коллегии Верховного Суда СССР по обвинению по статьям 58-8, 58-11 (участие в контр-революционной террористической организации) был приговорён к казни через расстрел. Приговор был приведён в исполнение в тот же день посёлке Коммунарка Московской области. Его жена Цицилия (Циля или Циня) Вениаминовна Анисимова (1890—?) была 10 июня 1938 года осуждена как ЧСИР на 8 лет ИТЛ, 10 августа 1938 года прибыла в Акмолинское ЛО Карлага из Бутырской тюрьмы, 3 ноября 1939 года этапирована на Строительство 203 НКВД.
В 1956 году его дочь Марина вернулась в Москву из ссылки, в которой она была с престарелой матерью, и добилась реабилитации отца 7 апреля 1956 года ВК ВС СССР. Жена Анисимова была освобождена, но ей запретили селиться в Москве. Она умерла в Подмосковье, о чём известно со слов её родственников, в частности её родной сестры и её дочери, а также и её собственной дочери, которая после долгой тяжбы сумела вернуть себе дачу в Тарасовке.

## Адреса
- 1937 год — Москва, Машков переулок, д. 15, кв. 123[7].